# IC 3568
IC 3568, známá také jako Mlhovina Plátek citronu, je planetární mlhovina nacházející se přibližně 1,3 kiloparseku (4 500 světelných let) od Země v souhvězdí Žirafy (Camelopardalis), přibližně 7,5 stupně od Polárky. Mlhovina má téměř dokonalý sférický tvar a patří mezi nejjednodušší známé planetární mlhoviny. Její jádro má průměr přibližně 0,4 světelných let (poloměr 0,2 ly), což naznačuje, že se jedná o relativně mladou mlhovinu.

## Objev a pojmenování
IC 3568 byla objevena 31. srpna 1900 americkým astronomem Robertem Grantem Aitkenem při pozorování komety Borrelly-Brooks pomocí 12palcového Clarkova refraktoru na Lickově observatoři. Následující noc byl objev potvrzen větším 36palcovým refraktorem. V pozdějších katalozích byla mlhovina chybně klasifikována jako kompaktní galaxie UGC 7731.
Přezdívku „Mlhovina Plátek citronu“ jí dal americký astronom Jim Kaler, a to na základě jejího vzhledu na snímcích z Hubbleova vesmírného dalekohledu pořízených ve falešných barvách.

## Fyzikální vlastnosti
Centrální hvězda této planetární mlhoviny je horká hvězda spektrálního typu O(H)3 s vysokou teplotou a jasností. Data z Hubbleova vesmírného dalekohledu potvrzují její roli jako silného ionizačního zdroje mlhoviny.
Pozorování spektra mlhoviny ukázalo silně ionizované prvky, zejména helium, kyslík a dusík.